# Médiaművészet
Médiaművészet, azaz mozgóképet használó alkotás. Azonban szerteágazó formáiról és stílusirányzatairól nehéz vállalkozás áttekintést adni. A művészetelmélet évtizedekig tudomást sem vett róla, s a műfaj határait még a szakemberek is nehezen tudják kijelölni. Ide sorolhatók: Videoművészet/videoinstalláció, interaktív installáció, immerzív environmentek, performatív komputerművészet, illetve kommunikáció- és hálóművészet. 
A komputeres alapú - nem feltétlenül, de nem is kizárhatóan mozgóképet létrehozó - ún. újmédiát használó művészeti és médiaművészeti tevékenységet szokás újmédia-művészetnek is nevezni.

## Fogalma, kialakulása, fejlődése
A médiaművészet kifejezés a műalkotások műfajilag elkülöníthető csoportjára vonatkozik, olyan jelenségre, amely napjainkban zajló, élő változás a művészeti ágak között. Történetileg a hatvanas évek második felére tehető megjelenése.
A médiaművészet terminus eleinte főként a kísérleti fotográfiára, a képzőművészeti célra használt fotóra és filmre, valamint a megjelenő, új eszközre, a videóra vonatkozott. Hagyományosan az elektronikus alapú hordozókra épülő művészi kifejezésformák, és az erősen technikai bázishoz kötött alkotástípusok általános, összefoglaló jelölésére használják. Később megjelentek a számítógépen előállított műalkotások: grafikák, animációk, szimulációk, majd térbeli installációk, videószobrok, stb. is. A hordozott jelentésnek a létrehozott műalkotás tartalma mellett, a közvetítő közeg is szerves része.
Az állandó innováción alapuló  ’nyugati’ művészet egyébként is folyamatosan követi a technológiai fejlődést, mely megújulásának egyik 
forrása, illetve visszaható viszonyt alakít ki azzal. A médiaművészek számára a kreativitás terepe a WEB-művészet területére helyeződik át. Az állandó frissességen, megújuláson és tájékozódáson alapuló tevékenység azonban megváltoztatni látszik a médiaművészet általános definícióját. A változás egyik sarokpontja a művek és programok interaktivitása, változékonysága. Alapvetően megváltozik a műalkotás státusa: néhány, véges számú technikai utasítás következtében előálló, operatív nyelv alkalmazásával létrehozott jelenség lesz. Egyre kifinomultabb részletekből álló (egy újszerű fogás, egy érdekes látásmód, vagy fragmentum kiemelése), számos apró technikai mesterfogást egyesítő művek jönnek létre, amelyek a kiindulásnak választott művekből mint minták és metódusok (remixelő, rekontextualizáló alkotói magatartás) korlátlan készletéből eseteket képeznek. Fontos fejlemény az alkotói környezet módosulása is. Az új elektronikus médiumok lehetővé teszik mind a hagyományos, mind a technika-orientált felfogásnak megfelelő művészi stratégiák kialakítását. 

## Videóművészet
A médiaművészet része.

## Intermédia
Középpontjában az új médiumok művészeti használata, a tudomány, a technika és a művészet egységben látására törekvő szemlélet áll.

## Médiaművészettel foglalkozó intézmények
- C3 - Budapest
- Center for the Promotion of Science - Belgrád
- CIANT Centre For Arts And New Technologies - Prága
- SCAS Computer Art Center - Szófia
- ADA | Archive of Digital Art Vienna/Berlin
- DIG Gallery - Kassa
- Institute of Intermedia - Prága
- Kapelica Gallery - Ljubljana
- KIBLA Multimedia Centre - Maribor
- Kitchen - Budapest
- Ljudmila Art and Science Laboratory - Ljubljana
- MoTA Museum of Transitory Art - Ljubljana
- RIXC Centre for New Media Culture - Riga
- WRO Art Center - Wrocław